# 가마타 지로
가마타 지로(일본어: 鎌田 次郎, 1985년 7월 28일 ~ )는 일본의 전 축구 선수이다.

## 구단 경력
그는 2006년부터 201년까지 J리그의 [[[가시와 레이솔]], 베갈타 센다이, SC 사가미하라에서 활동하였다.